# Dosso della Torta
Der Dosso della Torta, auch als Dos del la Torta bezeichnet, ist der höchste Berg (2156 m s.l.m.) des nord-südlich verlaufenden Gaverdinakammes in den westlichen Gardaseebergen. Er liegt in der zur Provinz Trient gehörenden Gemeinde Ledro zwischen dem südlich verlaufenden Val di Concei und dem nördlich gelegenen Val Marcia. Am Osthang des Dos del la Torta entspringt der Rio Secco, der bedeutendste Zufluss des Tennosees. 
Am Dosso della Torta führen der Dolomitenhöhenweg Nr. 10, auch als Judikarien-Höhenweg bezeichnet, und der regionale Weitwanderweg Garda-Brenta vorbei.
Während des Ersten Weltkrieges verlief die österreichisch-ungarische Frontline über den Gaverdinakamm und damit auch über den Dosso della Torta. Aus dieser Zeit sind einige Stellungsreste erhalten.
Vom Gipfel aus genießt man einen beeindruckender Rundblick auf die umliegenden Gardaseeberge (Gaverdinakamm, Monte Cadria, Monte Tremalzo, Monte Baldo) sowie auf die Brenta-, Adamello und Ortlergruppe.
Der nach Norden sehr schroffe Steilhang ist von Süden her vom Dolomiten-Höhenweg Nr. 10 in wenigen Minuten unschwierig erreichbar.

## Mögliche Zustiege
- Von Balbido (Bleggio Superiore) durch das Val Marcia, ca. 5–6 Stunden, lang und anstrengend, aber unschwierig. Bei Nebel u. U. Orientierungsprobleme
- Vom Rifugio Nino Pernici über den Höhenweg (Corno di Pichea, Tofino, Bocchetta di Slavazi), ca. 3 Stunden, einzelne Stellen seilgesichert. Bei Nässe u. U. rutschig.
- Von Ballino über die Malga Nardis, ca. 3,5 Stunden, anstrengend aber unschwierig. Der Abzweig zum Gipfel kann leicht übersehen werden, da der Weg unten weiterläuft und auch markiert ist.

## Bilder

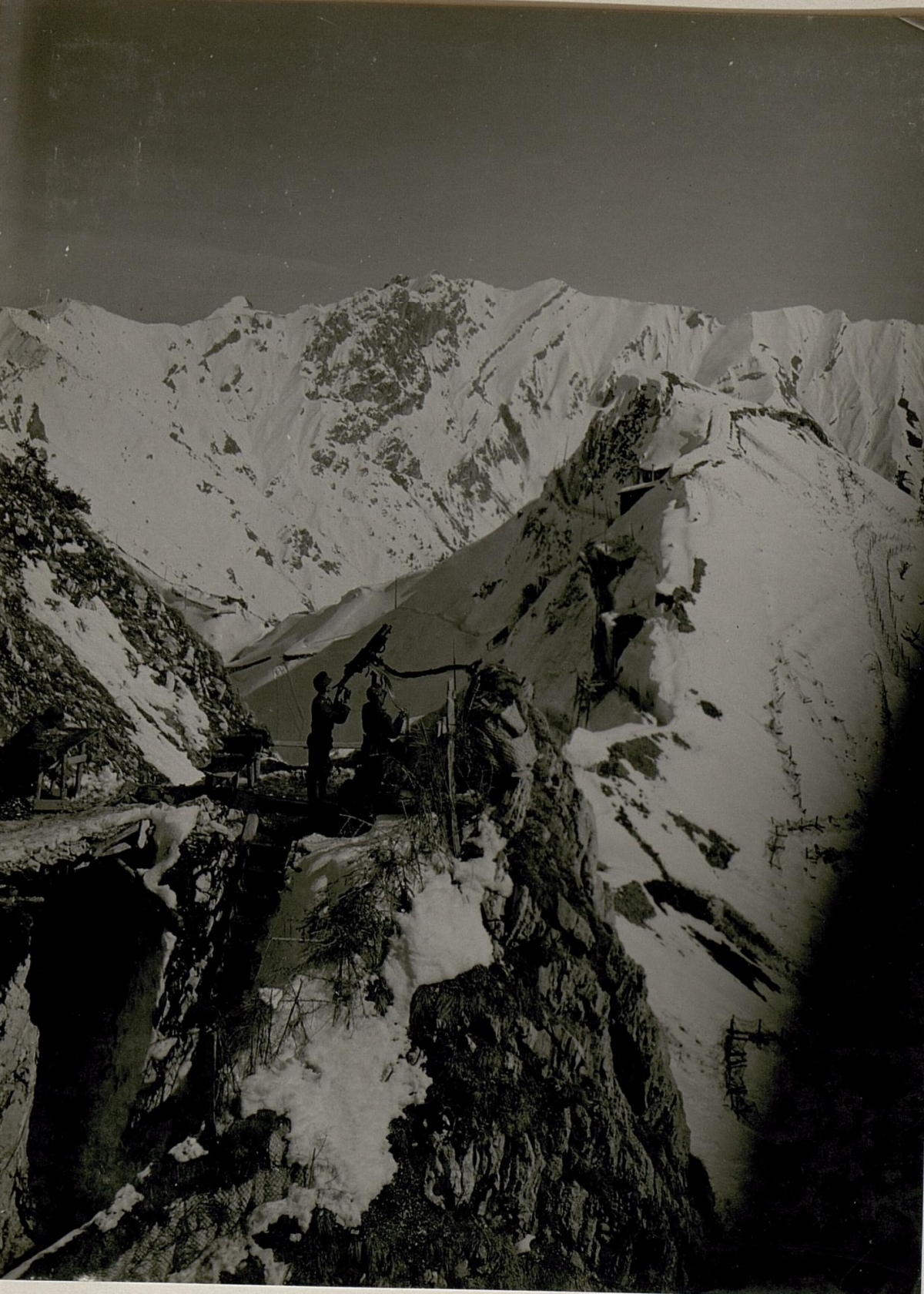
österr.-ung. Fliegerabwehrstand am Gaverdinakamm 1918